# Фестос
Фесто̀с (на гръцки: Φαιστός, на латински: Phaestus) е праисторически град от времето на минойската цивилизация, разположен в южната част на остров Крит, Гърция. В административно отношение според областното деление на страната днес попада в границите на съвременната община Фестос в ном Ираклио.
Древният град се намира на около 5,6 km източно от брега на Средиземно море и е бил вторият по големина минойски град на Крит след Кносос. Построен е на хълм на 100 m надморска височина в плодородната равнина Месара. Фестос е споменат от Омир в Илиада като един от участниците в Троянската война и е описан като гъсто населен. Диодор Сицилийски в своя труд Bibliotheca historica го посочва като един от трите града заедно с Кносос и Кидония (на мястото на която днес се намира съвременният град Ханя), основани от критския цар Минос.

## Археологически проучвания
Продължаващите от 1900 г. насам археологически разкопки разкриват великолепен минойски дворец с внушителни стълбища, театър, складови помещения. През 1908 г. тук е открит и известният Фестоски диск, който днес се съхранява в Археологическия музей на Ираклио.
По време на разкопките са намерени монети, сечени в древния град, с изображения на Европа, възседнала бик, Талос с крила, Зевс в образа на гол младеж и Херакъл без брада и с корона на главата. На гърба на всяка от тези монети е изписано името на града или неговото съкращение ΦΑΙΣ или ΦΑΙΣΤΙ.
Местоположението на Фестос е установено от английски вицеадмирал през 1853 г. докато изследвал топографията на Крит. Той се позовава на посоченото от Страбон описание:
| „ | От трите града, обединени под една митрополия, от Минос, третият, Фестос, бил сринат до основи от гортинианците. Това е на шестдесет стадия от Гортина, на двадесет от морето и на четиридесет от пристанището Маталум. И този край се управлява от тези, които са го разрушили. | “ |

 По това време на хълма, където вицеадмиралът определя местоположението на древния град, има 16 къщи, но половин век по-късно те са разчистени и екипът на италианския археолог Федерико Халбхер започва работа по обекта. Халбхер приключва работа през 1904 г., но с това проучванията не се прекратяват – през 1908 г. Перние открива вече споменатия Фестоски диск сред основите на северното крило на двореца. Нови проучвания се извършват между 1950 и 1971 г., открити са и гробниците на владетелите на Фестос на 20 мин път от самия дворец.
Установено е, че Фестос е обитаван от около 4000 г. пр.н.е. и е на два пъти разрушаван от земетресения в късната бронзова епоха, след което е възстановяван, за което свидетелстват трите строителни пласта. Щетите при последното земетресение явно са били толкова големи, че е било невъзможно старият дворец да бъде реконструиран затова на мястото му е издигнат изцяло нов дворец Накрая около 1400 г.пр.н.е. е окончателно унищожен от нахлуващите ахейци.